# Pejorativum
Pejorativum (z lat. peior, horší, a franc. péjoratif) znamená slovo, sousloví, gramatický tvar nebo jiný jazykový prostředek, který kromě věcné denotace vyjadřuje též negativní hodnotící soud. Pejorativní příznačnost mohou mít slova různých slovních druhů. K označení pejorativ se používá též výraz dysfemismus přejatý z řečtiny.
V češtině se používá též výraz „hanlivé slovo“. Zpravidla se jím označují slova, která oproti ostatním pejorativům mají navíc emoční příznačnost, např. urážlivý nebo vulgární charakter – mohou vyjadřovat např. opovržení.[zdroj⁠?!] Mnohdy jsou však výrazy „pejorativum“ a „hanlivé slovo“ pokládány za synonyma.
Některá pejorativa jsou základním spisovným výrazem pro daný jev (pro postojově neutrální vyjádření je pak nutné použít eufemizující opis či synonymum), jiná mají slangový charakter či jsou vnímána jako sprostá či hrubá.

## Změny příznačnosti
Některá původně neutrální nebo meliorativní slova a obraty mohou nabýt pejorativního významu. Stává se tak zejména v případech, kdy je obrat svým užíváním (zneužíváním) zkompromitován (bratrská pomoc, vůdce, vlast, soudruh, čest práci, uvědomělý, pravdoláskař) nebo pokud se hodnocení samotné označované věci změnilo k horšímu.
Naopak výrazy původně vytvořené jako posměšné a hanlivé se mohou časem stát neutrálními. Tak označení „gotický“ nebo „kapitalismus“ byla původně opovržlivá, stejně jako posměšné označení Big bang čili Velký třesk. Slova moderna a moderní měla ještě u Jungmanna jednoznačně pejorativní význam ve smyslu „cizorodý, cizácký, módní, německý, odvozený“, později byla chápána neutrálně (dnešní, nynější, nový – například u Nerudy), až nabyla jednoznačně meliorativního významu (kvalitativně nový a hodnotnější).

## Gramatické souvislosti
Postojová nebo emoční příznačnost slova obecně nezávisí na jeho gramatické podobě. Přesto však existují i stylově příznačná slova, která jsou z neutrálnějších slov odvozována specifickými příponami, popřípadě je jimi zesílena postojová či emoční příznačnost kmene. Tytéž přípony však mnohdy mohou mít jinou expresivní příznačnost, často i domáckou nebo mazlivou, lidovou a hovorovou anebo neutrální, a příznačnost téhož slova se může krajově a nářečně lišit (například slovo Pražák je v Praze vnímané jako neutrální, zatímco na Moravě jako pejorativní).
Ve slovanských jazycích (například češtině nebo makedonštině) je pejorizační efekt někdy spojen s augmentizačními příponami – v češtině například -ák (hnusák), -an (křupan), -ec (blbec), -och (smraďoch), -ous (morous), -ouš (teplouš), -as (ťulpas), -oun (tupoun blboun, vrahoun), -our (Němčour), v ženském rodu -ice (babice, Zdenice), -inda (slečinda), -izna (babizna), -ajzna (tlamajzna), a ve středním -isko (jeho pejorativní náboj je však dnes minimální). Vladimír Šmilauer v roce 1940 psal, že pejorativní příznačnost je typická také pro slova tvořená z abstraktních substantiv pomocí přípon -ář, -ař (pobožnůstkář, tmář, bludař, svornostář, původně i pokrokář či samotář), zatímco slova odvozená těmito příponami od konkrétních substantiv (brzdař, loutkář) jsou většinou neutrální.

## Příklady
- huba – ústa
- smrad – zápach
- fízl – policista
- berňák – finanční úřad
- bafuňář – funkcionář
- smažka – narkoman
- chcípl – zemřel